# 愛しのファミーユ
『愛しのファミーユ』（いとしのファミーユ）は、KBS京都、サンテレビ、tvk（3局共同制作）によって制作された産学協同ドラマ第5弾。2007年10月から12月にかけて放送された。全13話。
今回も前作（お宝デイズ）に引き続き大阪芸術大学の学生が物語の主要人物を演じている。また、監督は数話ごとに異なり大森一樹・矢野広成・原田徹・清水艶・松田健太郎・中島貞夫が担当した。毎回新しい事に挑戦してきたこの産学協同ドラマシリーズ初となる家族物の作品である。
なお本作は、シリーズ初のハイビジョン制作によるテレビドラマである（地上波アナログではレターボックス放送）。

## 概要
産学協同ドラマシリーズは大阪芸術大学とテレビ局がタッグを組み制作している。今回のタイトルである愛しのファミーユのファミーユとは、映画の父リュミエール兄弟の母国語であるフランス語で家族愛という意味を持っている。団塊の世代と現在の大学生、そしてバブル時代を生きた親の世代、この3世代の人間で構成される家族の物語である。今回の産学のテーマは家族愛である。

## キャスト
鮎川家の人々
- 鮎川緑：島崎あゆみ
- 大原鉄夫：有川博
- 鮎川雪子：大塚良重
- 鮎川春彦：阿部裕
- 鮎川もみじ：高野水月

芸大クラスメイト
- 森田類：藤本強
- タッチャン：中野敬祐
- キクリン：森川裕介
- ツバキ：大塩未来
- モリモッサン：高田紗也佳

その他の登場人物
- ふわっとサクライ：櫻井心平
- トモ：宇賀仁美
- マオ：間瀬りさ
- 東：土居弘輝

## 主題歌
- 主題歌「HOME」 to piece
- エンディングテーマ「テトリス」 いいくぼさおり

## 放送局
| 放送地域 | 放送局       | 放送期間                 | 放送日時                 |
| -------- | ------------ | ------------------------ | ------------------------ |
| 千葉県   | チバテレビ   | 2007年10月2日 - 12月25日 | 火曜 19時00分 - 19時30分 |
| 兵庫県   | サンテレビ   | 2007年10月2日 - 12月25日 | 火曜 20時54分 - 21時24分 |
| 神奈川県 | tvk          | 2007年10月4日 - 12月27日 | 木曜 21時00分 - 21時30分 |
| 和歌山県 | テレビ和歌山 | 2007年10月5日 - 12月28日 | 金曜 22時30分 - 23時00分 |
| 京都府   | KBS京都      | 2007年10月7日 - 12月30日 | 日曜 22時00分 - 22時30分 |
| 奈良県   | 奈良テレビ   | 2007年10月7日 - 12月30日 | 日曜 22時00分 - 22時30分 |
| 三重県   | 三重テレビ   | 2007年10月8日 - 12月30日 | 月曜 22時50分 - 23時20分 |

※スポンサーは大阪芸術大学の一社提供の局もあれば、大阪芸術大学を筆頭とした複数社提供の局もある。

※チバテレビは12月25日に12話と最終話を続けて放送した。（19時30分からの「ケータイ少女 ～恋の課外授業～」が休止）

※三重テレビの最終話は12月30日に放送。